# Megapodius layardi
Il megapodio delle Vanuatu, maleo delle Vanuatu o megapodio delle Isole Banks (Megapodius layardi Tristram, 1879) è un uccello galliforme della famiglia Megapodiidae.

## Descrizione
Questo megapodio misura 42-45 cm.

## Distribuzione e habitat
Megapodius layardi è un endemismo delle isole Vanuatu.

## Conservazione
La IUCN Red List classifica Megapodius layardi come specie vulnerabile (Vulnerable).